# Rapaxavis pani
Rapaxavis pani — викопний вид енанціорнісових птахів, що мешкав у ранньому крейдяному періоду (близько 110 млн років тому). Скам'янілі рештки знайдено у формації Jiufotang у провінції Ляонін в Китаї.
Родову назву утворено від лат. rapax — «хапаючий» і avis — «птах» (у зв'язку з будовою ноги, ймовірно, пристосованої до хапання). Таким чином, повна назва означає «хапаючий птах Пана» і вказує на відкривача знахідки Pan Lijun, а також на давньогрецького бога Пана, якого ототожнювали з римським богом лісів Сільваном (оскільки птах жив у лісистій місцевості).

## Ресурси Інтернету
| Гасторніс | Це незавершена стаття про викопних птахів. Ви можете допомогти проєкту, виправивши або дописавши її. |